# Servizio protezione civile di San Marino
Il Servizio protezione civile è un organo della Repubblica di San Marino preposto alle attività di protezione civile. Ha sede in via XXVIII Luglio, 212 a Borgo Maggiore, il capo del Servizio è l'ing. Pietro Falcioni
Ha competenza livello statale della previsione, prevenzione, gestione e superamento di disastri, calamità, umane e naturali, di situazioni di emergenza ed in generale di eventi straordinari.

## Storia
Con la Legge n.21 del 27 gennaio 2006 è istituita la Protezione Civile.
La Protezione Civile ha la funzione di tutelare l’integrità della vita, i beni, gli insediamenti e l’ambiente dai danni o dal pericolo di danno derivanti dall’attività umana, da calamità naturali, da catastrofi e eventi eccezionali dannosi di ogni natura.

Compete alla Protezione Civile l’attività finalizzata alla previsione e prevenzione delle ipotesi di rischio con la messa in atto di misure per ridurre al minimo tali ipotesi, al soccorso della popolazione ed ogni altra attività ritenuta utile al fine voluto.

La Protezione Civile prevede come organo di indirizzo il Coordinamento per la Protezione Civile, un organo propositivo e deliberativo su tutte le attività volte alla previsione e alla prevenzione delle ipotesi di rischio e sulle attività conseguenti al verificarsi degli eventi temuti.
Il Coordinamento è convocato e presieduto dal Segretario di Stato per il Territorio e l’Ambiente, quale Deputato alla Protezione Civile ed è così composto:
- il Segretario di Stato per il Territorio, l’Ambiente e l’Agricoltura che può svolgere in caso di assenza o impedimento le funzioni del Segretario di Stato per gli Affari Interni;
- il Segretario di Stato per la Sanità e Sicurezza Sociale;
- il Segretario di Stato per l’Industria, l’Artigianato e il Commercio;
- il Capo del Servizio Protezione Civile.
Possono, inoltre, partecipare alle riunioni, qualora si ravvisi la necessità, funzionari dei Servizi, Enti ed Aziende Autonome della Pubblica Amministrazione.
Compete al Coordinamento:
1) promuovere, approvare ed attuare tutte le attività volte alla previsione e prevenzione delle ipotesi di rischio, comprese le normative di sicurezza e antincendio per la costruzione di nuovi edifici o la manutenzione o l’adeguamento di quelli esistenti e degli impianti tecnologici;
2) promuovere, approvare ed attuare piani per l’organizzazione dei soccorsi nel caso si verifichi un evento dannoso;
3) adottare ordinanze per requisire beni mobili ed immobili necessari per fronteggiare le calamità e per evitare danni e pericoli a cose e persone;
4) adottare ordinanze relative al reclutamento di cittadini per concorrere alle operazioni di protezione civile;
5) promuovere piani educativi, anche in collaborazione con la Segreteria di Stato per la Pubblica Istruzione e con gli ordini professionali, campagne di informazione della popolazione per rendere edotti i cittadini del comportamento da tenere per prevenire e limitare i danni in caso del verificarsi di eventi dannosi;
6) promuovere e organizzare l’attività del volontariato anche attraverso le Giunte di Castello.
La Legge istituisce la figura del Capo del Servizio Protezione Civile, responsabile del servizio, a cui competono le seguenti funzioni:
•    dirige ed organizza il Servizio Protezione Civile, al fine dell’applicazione della disciplina vigente in materia;
•    cura ed istruisce l’attività del Coordinamento Protezione Civile;
•    propone i piani di previsione e prevenzione e di soccorso;
•    è responsabile della corretta esecuzione delle disposizioni prese dal Coordinamento della Protezione Civile;
•    coordina le strutture operative quando intervengono nella esecuzione dei piani di soccorso;
•    ha facoltà di adottare ordinanze in caso di calamità o eventi potenzialmente pericolosi per la collettività;
•    ha facoltà di emettere circolari di ordine tecnico-informativo, in materia di prevenzione;
•    è responsabile dell’applicazione e verifica delle norme in materia di sicurezza e antincendio per la costruzione di nuovi edifici o la manutenzione o l’adeguamento di quelli esistenti e degli impianti tecnologici;
•    è coadiuvato nelle sue funzioni dal Servizio Protezione Civile.
Sulla base degli indirizzi indicati dal Coordinamento della Protezione Civile e dei programmi di previsione e prevenzione in relazione alle varie ipotesi di rischio, vengono redatti i piani per affrontare le emergenze ed il soccorso alla popolazione. Ogni piano, predisposto per i rischi più gravi, deve prevedere una serie di provvedimenti che identificano competenze e responsabilità di chi è tenuto a valutare e decidere.
Il Capo del Servizio Protezione Civile, deve costituire una raccolta di dati periodicamente aggiornata relativa alla individuazione sul territorio di insediamenti e zone con elevato fattore di rischio, zone a rischio frane e smottamenti e a rischio idrogeologico, alla quantità delle precipitazioni meteorologiche in tempo reale e al censimento di altri eventi climatici e al rischio sismico.
La Protezione Civile può avvalersi degli Enti e delle Aziende Autonome della Pubblica Amministrazione, dei Corpi delle Forze di Polizia nonché del personale volontario reperibile presso le Giunte di Castello e delle associazioni di volontari convenzionate con la Protezione Civile.
Possono altresì essere chiamati, e quindi far parte delle strutture operative della Protezione Civile, i Corpi Uniformati Volontari della Repubblica.
Fa parte delle strutture della Protezione Civile la Sezione Antincendio del Corpo della Polizia Civile con il compito di operare con il Servizio della Protezione Civile per prevenire ed estinguere gli incendi, intervenire per prestare soccorso in occasione di incendi ed altri eventi dannosi che possano mettere in pericolo o ledano l’integrità della vita, dei beni, gli insediamenti e l’ambiente; la Sezione può svolgere compiti di servizio tecnico urgente. In particolari e complessi casi dell’evento, la Sezione Antincendio e Protezione Civile può richiedere aiuti esterni sulla base delle convenzioni vigenti.
Ai sensi della Legge 2 maggio 2023 n.75 "Legge sulla prevenzione incendi" nell'ambito del Servizio di Protezione Civile è istituito il Servizio Prevenzione Incendi, che si occupa della valutazione dei progetti di prevenzione incendi e di tutte le pratiche amministrative relative alla sicurezza antincendio, e della verifica del corretto adempimento degli obblighi previsti dalla legge e dal decreto delegato, mediante sopralluoghi e controlli, avvalendosi anche della sezione antincendio del Corpo di Polizia Civile.
All’interno del Servizio di Protezione Civile, ai sensi dell'art. 29 del Decreto Delegato 24 febbraio 2016 n. 18, è istituito il Servizio Controllo Strutture, previsto dalla Legge n. 5 del 25 gennaio 2011 “Legge sulla progettazione strutturale”; a tale Servizio compete la verifica dell’applicazione delle norme vigenti in materia di progettazione strutturale curando l’istruzione e il rilascio delle autorizzazioni strutturali delle pratiche edilizie relativamente agli aspetti concernenti la normativa antisismica. 
Il Servizio Prevenzione e Protezione, accorpato al Servizio Protezione Civile con Decreto Delegato 11 marzo 2014 n.28, supporta, nelle materie afferenti la sicurezza e la salute nei luoghi di lavoro, il Congresso di Stato quale datore di lavoro del Settore Pubblico Allargato, al fine di adempiere alle prescrizioni della normativa vigente.

## Organizzazione
Dipende dal Dipartimento Territorio Ambiente della Segreteria di Stato per il Territorio e l'Ambiente. 
Fa parte delle strutture della protezione civile la Sezione antincendio della polizia civile con il compito di operare con il Servizio della protezione civile per prevenire ed estinguere gli incendi nella Repubblica.

## Galleria d'immagini

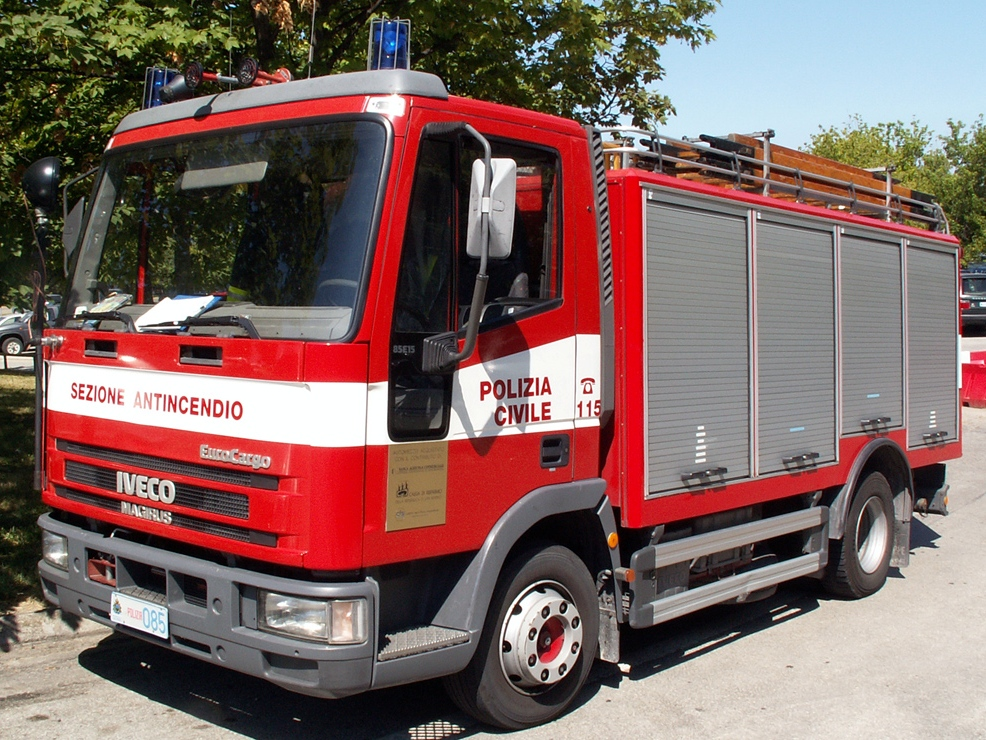
Iveco Magirus mezzo polifunzionale della Polizia Civile, parte dei mezzi della protezione civile sammarinese.
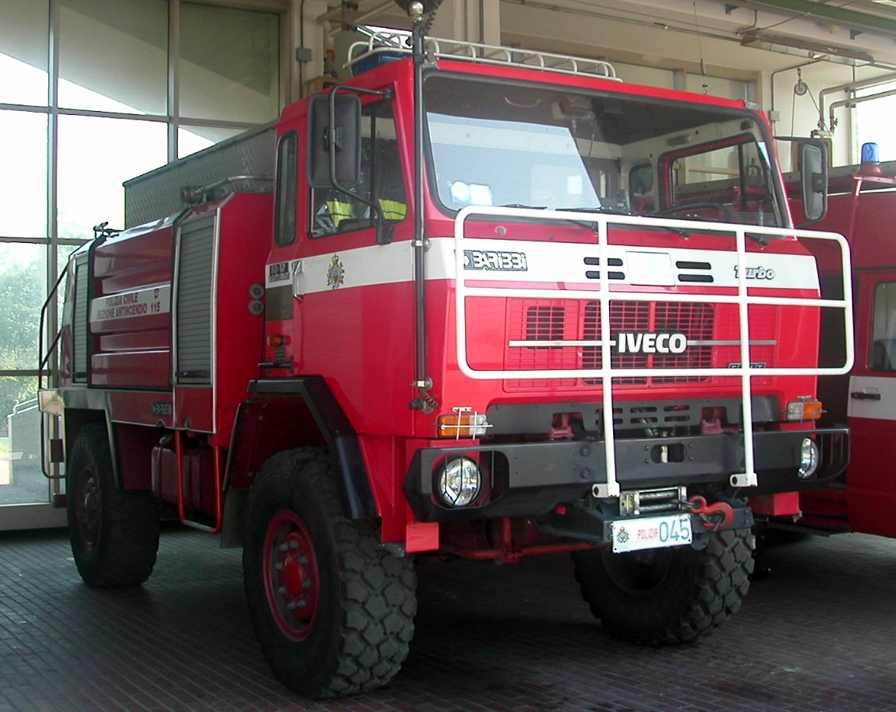
Iveco Baribbi Turbo 80.17 mezzo per incendi boschivi della Polizia Civile, parte dei mezzi della protezione civile sammarinese.